# 曽我町子
曽我 町子（そが まちこ、1938年3月18日 - 2006年5月7日）は、日本の女優、声優、歌手。東京都八王子市出身。株式会社ステラ元代表取締役。

## 生涯
東京府八王子市明神町でタバコ屋の娘として生まれる。一男三女の三女である。八王子市立第四小学校、八王子市立第五中学校、東京都立南多摩高等学校を経て、1955年に東京声専音楽学校を卒業。
あがり症を克服するため、日本ジャズ学校に通い、1956年に桑の実劇団に入団。同年にNHKの児童番組『みんな一緒』でデビュー。本人曰く、このとき合格したオーディションは度胸試しで受けたものであったという。その後、1959年に伊藤道郎TV俳優養成所、1960年に東京アナウンスアカデミーアナウンス科及びCM科を卒業。
『チロリン村とくるみの木』のリップちゃん役で声優としてデビュー。声優としては『オバケのQ太郎』のQ太郎が著名な役の一つ。1961年、アメリカ映画『青い目の蝶々さん』が映画デビュー作となる。
所属事務所は東京俳優生活協同組合（1962年時点）、1963年の時点ではフリーランスで活動。エマノン事務所（1965年時点）、小日向事務所（1967年時点）、芸映プロ（1968年 - 1970年時点）、新和プロ（1971年 - 1973年時点）、富士企画（1979年時点）。
舞台、テレビドラマでも活躍。『レインボーマン』のゴッド・イグアナ役をはじめ、スーパー戦隊シリーズ（テレビ朝日系）では『電子戦隊デンジマン』『太陽戦隊サンバルカン』でヘドリアン女王、『恐竜戦隊ジュウレンジャー』で魔女バンドーラを演じた。その他『魔法戦隊マジレンジャー』など数々の特撮番組に出演、悪の女王・魔女役を数多く演じ、“この役柄で右に出る者はいない特撮俳優界の女王”と評される。
『ジュウレンジャー』は後にアメリカでも『パワーレンジャー』シリーズとして放送されて大ヒットとなった。主人公たちの変身前など素顔の出演者はアメリカ人が演じて撮影し直したが（変身後は日本で撮影した画像をそのまま使用）、曽我が演じたバンドーラ（アメリカ版ではリタ・レパルサ）は、アメリカ側のスタッフが曽我の演技を評価したことから、初期シリーズでは曽我の映像にバーバラ・グッドソンがアテレコする形でそのまま使用されていた。リタはアメリカの他、各国でも人気を博した。
一時「ステラ曽我」という芸名を名乗っていた時期がある。
1983年に俳優業の傍ら、東京・原宿に趣味の古美術品収集を生かしたアンティークショップ「ステラ」を開業（後に国立市の自宅を改装して店舗を移転）、アクセサリー・オリジナル香水のデザインなど商品開発も手がけていたほか、休店日などにはファンとの交流会なども同店内で催していた。
2006年5月7日、自宅のあるマンションで亡くなっているところを、訪れた知人によって発見された（死因は膵臓癌）。68歳没。遺作はPlayStation 2用ゲームソフト『宇宙刑事魂』（暗黒銀河女王役）。生涯独身だった。

## 人物・逸話
- 高校生時代は理数系を得意とし、自ら化粧水の調合なども行っていた[8]。役者の道を目指したのは、化学の発表会で緊張から失敗を犯してしまい、これを克服するために歌や芝居を習い始めたのがきっかけであった[19][8]。
- プロ意識が高く、仕事に対する姿勢は非常に厳しかった。台本・衣装等でスタッフが手を抜いたと思ったらすぐに注意を促し、用意された衣装に納得がいかないと自前で用意する程であったという。レギュラー出演した『恐竜戦隊ジュウレンジャー』では、台本に納得できずに一度は降板を申し出たこともあったとインタビュー記事で語っている[20][注釈 4]。
- 悪役を演じるにあたっては、悪の魅力を前面に押し出すことを意識していた[19]。後に『徹子の部屋』に出演した際に曽我はこれらの特撮系の仕事に触れ、「疲れるけど、楽しいわよ」と振り返っている。
- 『オバケのQ太郎』で主人公・Q太郎の声を当てることになったきっかけは、番組が企画された際に、事前告知を兼ねて[注釈 5]Q太郎のイラストが登場する不二家のキャンペーンCMが製作され、そのアフレコを曽我が担当したためである。後に声優のオーディションも催されたが[注釈 6]、結局、このキャンペーンCMの実績が考慮される形で曽我がアニメ版のQ太郎の声もそのまま担当する事になったという[22]。
- 『オバQ音頭』のレコーディングの際、曽我は風邪をこじらせており、本来の声のコンディションではないことを理由に、日本コロムビアの製作サイドに一旦は「レコーディングの予定をずらしてほしい」と願い出たという。しかし、共演相手の石川進のスケジュールが空いていなかったほか、コロムビア社内がストライキの真っ只中であったことから、久々に現場に参加できるとあって大乗り気になっていたコロムビアの幹部たちの熱意に押されるような格好で渋々レコーディングに臨むことにしたという。結果、同レコードは累計で200万枚以上（公称）を売り上げるというアニメ番組・子供番組が出自の楽曲レコードとしては異例の大ヒットとなったのだが、曽我自身は「レコーディングをずらしてくれたら、もっと面白く歌えたはずなんだけど」とインタビューの中で話すなど、その出来映えには晩年まで満足してなかったようである[22]。
- 『オバケのQ太郎』で人気が絶頂期を迎えたのを機に、「Q太郎」以外の自らの方向性を模索する目的で1970年代初頭に一時芸能活動を休業、イタリア国立美術学院への留学を経て、約3年近くにわたってイタリア・シリア・アフガニスタンなど欧州・中東を渡り歩く生活を過ごした。この時以来、地中海方面への旅行とその旅行の中で巡り合った骨董品・装飾品の収集が終生のライフワークとなり、後の「ステラ」開業に繋がったという[8]。
- 『新オバケのQ太郎 』のQ太郎役は当初、初代の曽我が引き続き担当する予定であったが曽我が多忙であったこと、TBS系であった初代との差別化（『新オバQ』は日本テレビ系）などで堀絢子に決まったという。
- 帰国後もなかなか「Q太郎」のイメージから抜け出せず思い悩んでいたところに舞い込んできた仕事が『5年3組魔法組』の魔女ベルバラ役であった。この役を演じたことで特撮番組の魅力、女優として本来やりたかった方向性を見出すことができたという[5]。
- 特撮作品の魔女役が十八番であるだけに、それに対しては格別の愛着を持ち、自分の店「ステラ」では、演じてきた各魔女役にインスピレーションを受けた香水を自ら調合し、その役にちなんだ商品名で客達に提供したりもしていた。
- 『TVチャンピオン』にも自分の演じた役柄に関するクイズの出題者としてゲスト出演したことがある。[注釈 7] 勝ち抜いた挑戦者のためにサイン色紙を用意する、敗退した挑戦者とも対面し言葉を交わすなど、演じた役もファンも大事にした。
- 40代の頃までは深夜番組『11PM』内の定例企画「芸能界酒豪番付」で三役の常連として名を連ねるほどの酒豪として知られていた（一時は新宿などの都内の繁華街でバーやスナックも経営していた）が、50代半ばになってからは老後の健康が気になり断酒を決行。以後、亡くなるまでほとんど酒類を口にすることはなかったという。
- 仕事に対する厳しさの反面生来明るい性格である曽我は、他の共演者達によく声を掛けて積極的にコミュニケーションを取っていたという。『ジュウレンジャー』で共演した千葉麗子は、曽我の訃報の翌日に自身のウェブサイトで「何も分からない新人の私にも話をして下さった」と哀悼の意を表すコメントを掲載していた。
- 曽我が亡くなった日、テレビ等のメディアは「初代オバQの声優が亡くなった」等とこれを広く報じた。曽我が経営していた「ステラ」のウェブサイトにある掲示板にはファンからの何万件もの追悼のコメントが載せられ、ステラ側からは献花等を辞退する旨の声明が出されている。
- テレビ朝日を除く民放各局が「初代オバQの声優が亡くなった」と広く知られた事例のみを以って紹介する一方、NHKの『つながるテレビ@ヒューマン』では、「特撮の女王」として番組コーナーで訃報を取り扱った（ヘドリアン女王等のスチール写真や『電子戦隊デンジマン』のBGMを流して紹介）[出典無効]。
- 『時空戦士スピルバン』に女王パンドラ役で出演していた当時、『ビートたけしのスポーツ大将』の100m走に女王パンドラとして出演したことがある。この時は40mのハンデをもらったが、衣装の重さから見事に最下位となってしまい、劇中におけるパンドラのキャラクターそのままに悔しがっていた。
- 『魔法戦隊マジレンジャー』で曽我が演じた「天空大聖者マジエル」の役は当初俳優の岡田眞澄が務める予定であったが、岡田が体調不良を理由に辞退したため竹本昇監督の推薦によりその代役として曽我に依頼されたものであったという[23]。しかし、実際には曽我もこの時すでに病魔と闘いながらの撮影であった。なお、曽我の死去から約3週間後の5月29日に岡田も癌によってこの世を去っている。竹本は「曽我町子に演技指導する監督」としての立場に緊張の連続であったと後に述懐している。
- マジエルの初登場編にあたる『マジレンジャー』の映画版『魔法戦隊マジレンジャー THE MOVIE インフェルシアの花嫁』で曽我演じるマジエルが、劇中の終盤にマジレンジャーの6人や地上界に住む人間達に向けて述べた「さて、地上界の者たちに素敵な魔法を送るとしよう。それぞれの者に勇気と力を与えよ。」という台詞は、曽我本人が映画館まで観にきてくれた観客に何か元気になれるメッセージになるような台詞を最後に入れて欲しい、と東映側のチーフプロデューサーを担当した塚田英明に提案して急遽挿入されたものであるという[24]。
- 『電子戦隊デンジマン』などで付き合いのあった小林義明監督については「とにかく変わり者」という人物評をしていた。
- 曽我自身は役者を続けるつもりは無かったが、アメリカ映画『青い目の蝶々さん』に出演したことが転機となり役者を続けていくことを決めた[5]。同作品では当初エキストラとしての出演だったが、撮影の当日に役を貰ったものの英語の台詞を巧く言えず、台詞を減らしてくれるように頼むがそれをエドワード・G・ロビンソンに咎められたことで、曽我は自分が本気で役者という仕事をしていなかったことに気付いたとしている[5]。

- 『時空戦士スピルバン』では「スピルバン坊や」「ペンペンしなさい！」をアドリブで言った際はスタッフに受けて、その後も女王パンドラの口癖として使用される事となった。最終回に関しては脚本がなかなか上がって来ずに撮影がうまく進行しなかったため、怒りでやる気を無くしていたという。「仕事だから頑張って演じたけど、ハートは全然こもっていないわよ」と語っていた。（2005年8月、ステラにて本人談）

- 『電撃戦隊チェンジマン』のアハメス役は当初、曽我が演じることになっていた。

## 出演作品
※「 - 」は役名

### 映画
- 青い目の蝶々さん（1961年、パラマウント映画） - 劇場支配人の娘
- 喜劇 駅前漫画（1966年、東宝）
- とむらい師たち（1968年、大映） - アナウンサー
- 座頭市喧嘩太鼓（1968年、大映） - お仙
- コント55号 世紀の大弱点（1968年、東宝） - 赤石直子
- ㊙女子大生 妊娠中絶（1969年、東映） - 阿以子
- 徳川いれずみ師 責め地獄（1969年、東映） - 由利徹の吹き替え
- 夜の歌謡シリーズ 長崎ブルース（1969年、東映） - 芳村夕起子
- 愛するあした（1969年、日活）
- ザ・ドリフターズの映画
  - ドリフターズですよ!全員突撃（1969年、東宝） - 女やくざ
  - いい湯だな 全員集合!!（1969年、松竹） - 酒屋のおかみ
  - ミヨちゃんのためなら全員集合!!（1969年、松竹）
- 東京⇔パリ 青春の条件（1970年、松竹） - 高倉貞子
- 三匹の牝蜂（1970年、東映） - 姐さん
- （秘）セックス恐怖症（1970年、東映） - メガネの女
- 宇宙からのメッセージ（1978年、東映） - ロボット・ベバの声
- 九月の空（1978年、松竹） - ママさん
- 電子戦隊デンジマン（1980年、東映） - ヘドリアン女王
- 太陽戦隊サンバルカン（1981年、東映） - ヘドリアン女王
- バッテンロボ丸（1983年、東映） - バッテンロボ丸の声
- 魔法戦隊マジレンジャー THE MOVIE インフェルシアの花嫁（2005年、東映） - 天空大聖者マジエル

### テレビドラマ
- 特別機動捜査隊（NET / 東映）
  - 第123話「夜の女」（1964年） - 犯人の幼馴染
  - 第739話「あの子が危ない」（1976年） - マリ子
  - 第752話「我が輩は犬である」（1976年） - 久恵
  - 第764話「駄目な奴」（1976年） - 梶冬子
  - 第786話「女子高生と野獣」（1976年） - 津村英子
- 泣いてたまるか 第2話「やじろべえ夫婦」（1966年、TBS / 国際放映） - 主人公（渥美清）の妻
- 三姉妹（1967年） - 勝家女中
- 河童の三平 妖怪大作戦 第2話「人喰いマンション 」（1968年、NET / 東映） - 死なず娘
- 意地悪ばあさん 第16話「サービス教えますの巻」（1968年、YTV / C.A.L）
- あひるヶ丘77 第16話「年下の男と夫人たち」（1969年、CX / 東映）
- フジ三太郎 第28話「あゝOL無用論」（1969年、TBS / 国際放映） - 杉（朝焼け産業OL）
- プレイガール 第13話「女の魔性に火がつけば」（1969年、12ch / 東映） - 看護婦
- 素浪人 花山大吉（NET / 東映）
  - 第25話「笑う機械がこわれていた」（1969年） - おきん
  - 第34話「海にもぐれぬ海女もいた」（1969年） - おっかさん
  - 第63話「火を噴く島に惚れていた」（1970年） - かあちゃん
- ザ・ガードマン（TBS / 大映テレビ室）
  - 第236話「喜劇・いらっしゃいませ集団万引様」（1969年）
  - 第252話「俺の女房は悪魔のお使い」（1970年）
  - 第280話「怪談・幽霊団地の吸血鬼」（1970年）
  - 第307話「教育ママの裏口入学作戦」（1971年）
- 銭形平次 第184話「武家の世の中」（1969年、CX / 東映） - お銀
- キイハンター（TBS / 東映）
  - 第93話「女王陛下オー! 発狂1分前」（1970年） - アルメリータ
  - 第166話「ヨーイ・ドン! 赤頭巾で殺人ごっこ」（1971年） - ふで子
  - 第194話「殺人コンピューター貸します」（1971年） - 松島ミチヨ
  - 第241話「喜劇 おへそ特攻隊」（1972年） - ギャングの女ボス
- 時間ですよ 第1シリーズ（1970年、TBS）
- 荒野の素浪人 第1シリーズ 第30話「緋剣 三匹の女渡世人」（1972年、NET / 三船プロ） - 三五郎
- 愛の戦士レインボーマン（1973年、NET / 東宝） - ゴッドイグアナ [注釈 8]
- 日本沈没 第26話（最終話）「東京最後の日」（1975年、TBS / 東宝） - 松本照子（妊婦）
- 仮面ライダーストロンガー（1975年、MBS / 東映） - ドクターケイトの声
  - 第27話「改造魔人デルザー軍団現る!」
  - 第29話「魔女怪人ケイト血の呪い!」
  - 第30話「さようならタックル!最後の活躍」
- 5年3組魔法組（1976年 - 1977年、NET / 東映） - 魔女ベルバラ
- 透明ドリちゃん（1978年、ANB / 東映） - 白川菊子
- Gメン'75 第183話「奥様族の遺留指紋」（1978年、TBS / 東映） - 丹羽松代
- 大空港 第26話「真実の愛 空港ホテル殺人事件の謎を追え!」（1979年、CX / 松竹） - 村田時枝（幸福ローン社長）
- スーパー戦隊シリーズ（ANB、EX / 東映）
  - バトルフィーバーJ 第3話「スパイを探せ!」（1979年） - 東英社編集長（デスマスク怪人 人間態[注釈 9]）
  - 電子戦隊デンジマン（1980年 - 1981年） - ヘドリアン女王
  - 太陽戦隊サンバルカン（1981年 - 1982年） - ヘドリアン女王
  - 光戦隊マスクマン 第30話「ママ!! バラバの絶叫!」（1987年） - ララバ
  - 恐竜戦隊ジュウレンジャー（1992年 - 1993年） - バンドーラ
  - 魔法戦隊マジレンジャー 第48話「決戦」・最終話「伝説への帰還」（2006年） - 天空大聖者マジエル
- 西遊記II 第12話「術競べ 消えた悟空」（1980年、NTV / 国際放映） - 天人老婆
- バッテンロボ丸（1982年 - 1983年、CX / 東映） - バッテンロボ丸の声
- 火曜サスペンス劇場（NTV）
  - 松本清張の霧の旗（1983年、松竹）
  - 絢爛たる欲望（1987年）
- メタルヒーローシリーズ（ANB / 東映）
  - 宇宙刑事ギャバン 第21話「踊ってチクリ大ピンチ ハニー作戦よ! 」（1982年） - ハニー萬田（ミツバチダブラー人間態）※第20話ラストでは次回予告も担当
  - 宇宙刑事シャリバン 第22話「テニスプレーヤーを襲う天国への誘惑」（1983年） - 女占い師（シニガミビースト人間態）
  - 時空戦士スピルバン（1986年 - 1987年） - 女王パンドラ
  - 世界忍者戦ジライヤ（1988年 - 1989年） - 妖忍 クモ御前（表）
- 土曜ワイド劇場 / 白い素肌の美女 江戸川乱歩の「盲獣」（1983年、ANB） - アパート管理人
- 大奥 第46話「女盗賊の冒険」（1984年、KTV / 東映） - りく
- 星雲仮面マシンマン（1984年、NTV / 東映） - ボールボーイの声
- パワーレンジャーシリーズ
  - パワーレンジャー（1993年 - 1995年、FOX（Fox Kids） / サバン・エンターテイメント / 東映） - 魔女リタ・レパルサ[注釈 10]
  - パワーレンジャー・ミスティックフォース 第31話・最終話「Mystic Fate」（2006年、BVSエンターテイメント / Toon Disney） - ミスティック・マザー ※国外のテレビにおける遺作
- バーチャル戦士トゥルーパーズ 第88話「Despera Strikes Back」（1995年、サバン・エンターテイメント） - デスポンダ ※ライブ出演

### オリジナルビデオ
- 侵略ちょ〜美少女ミリ（2003年） - ジョシー帝国皇帝・ステラジアン13世[26]

### 舞台
- 夏期爆笑講座笑い方教えます（1972年、喜劇学校）[27]
- 三度目の二〇才・40カラット（1972年、一〇〇〇万シアター）[28]
- 踊るコマ!（1973年、花登名作喜劇公演）[29]
- 新夫婦漫才（1973年、花登筺名作喜劇公演）[29]
- めでためでたや物語（1976年、劇団喜劇）[30]
- 駅長さん（1976年、唄啓劇団）[31]
- 親恋鴉旅日記（1976年、唄啓劇団）[31]
- 声（1978年、曽我町子プロデュース）[32]
- 蜜の味（1988年、五月舎）[33]

### テレビアニメ
- 宇宙パトロールホッパ（1965年、NET） - ジュン[34]
- 狼少年ケン（1965年、NET）
- オバケのQ太郎（1965年 - 1967年、TBS） - Q太郎[35]
- ピュンピュン丸（1967年 - 1970年、NET） - ケメ子[36]
- サイボーグ009（1968年、NET） - 007[37][注釈 11]
- 怪物くん（1968年、TBS）
- カバトット（1971年 - 1972年、CX） - トット
- 珍豪ムチャ兵衛（1971年、TBS） - ボケ丸[38]
- ドボチョン一家の幽霊旅行（1972年、NET） - ニャンニャン
- ミクロイドS（1973年、NET） - マメゾウ[39]

### 劇場アニメ
- サイボーグ009 劇場版（東映動画） - 007
  - サイボーグ009（1966年）[40]
  - サイボーグ009 怪獣戦争（1967年）[41]
- ピノキオの宇宙大冒険（1968年、東映動画） - ピノキオ
- 魔犬ライナー0011変身せよ!（1972年、東映動画） - ジョーカー[42]

### ゲーム
- 天外魔境 第四の黙示録（1997年） - マダム・アペティ
- 宇宙刑事魂（2006年） - 暗黒銀河女王 ※遺作

### 吹き替え
- 刑事コロンボ ビデオテープの証言（フランシーン）
- 走れチェス[43]
- ぼくはハッピー（ハッピー[43]）
- ミステリーゾーン（草野球の少年投手[44]、12歳のトム[45]）
- 名馬フリッカ[43]

### バラエティ
- TVチャンピオン「悪役怪獣・怪人王選手権」（2000年2月10日 テレビ東京） - 「ステラ」にて自身に関する問題を2問出題。

### ラジオ
- おしゃべりランチタイム（TBSラジオ）

### CM
- ジョンソン（防臭剤「シャット」） ※CMソング、「ニューシャット」「スーパーシャット」を含め20年近くに亘って使用された。

### 人形劇
- こどもにんぎょう劇場「小さい魔女」

## 音楽
- オバケのQ太郎
  - オバQ音頭（1966年5月発売。『オバケのQ太郎』主題歌）
  - オバQかぞえうた
  - ぼくは正太だい
  - オバQマーチ
  - ジングルベル（企画盤『オバQクリスマス』）
- 丸出だめ夫の歌（1965年9月、朝日ソノラマ M23 / 『丸出だめ夫 第1集』）
- ブースカ節 / マンガ鼠小僧（1966年9月、コロムビア・レコード SAS-782）
「ブースカ節」は作詞：石本美由起、作曲：市川昭介、「マンガ鼠小僧」は作詞：高橋まさみ、作曲：山下毅雄。
- 謎の女B / しっぽ（1967年9月1日、クラウン・レコード CW-713 / A面・B面共に作詞・作曲：平岡精二）
「謎の女B」は1969年に映画『華やかな女豹』（日活）の挿入歌となった。平岡精二によるセルフカバーをはじめ、EGO-WRAPPIN'やキノコホテル、渚ようこらにカバーされている。
後年、『赤坂泰彦のミリオンナイツ』（TOKYO FM）の1コーナー「うさんくさいPOPS」でも取り上げられた。
- サウンドコミック 曽我町ねえさんとピグモンの怪獣王国冒険（1971年8月25日）
- 魔女はいじわる（『5年3組魔法組』エンディング主題歌）
- Dolla! 〜魔女バンドーラのテーマ〜(『恐竜戦隊ジュウレンジャー』挿入歌）
- 暗黒銀河女王のブルース（『宇宙刑事魂』挿入歌）
- ボールボーイの歌（『星雲仮面マシンマン』挿入歌）
- バッテンロボ丸（『バッテンロボ丸』主題歌）